# Tora Feuk
Tora Feuk, född Höjer den 21 augusti 1890 i Sköllersta församling, Örebro län, död den 14 januari 1971 på Lidingö, var en svensk författarinna. Hon var från 1925 gift med Gustaf Feuk.
Tora Feuk, som genomgick Högre elementarskolan för flickor, var extra ordinarie tjänsteman i Domänstyrelsen 1919–1923. Hon reste därefter till Tyskland, Italien och Balkan. Feuk skrev en rad historiska romaner med romantisk handling, förlagd till herrgårdsmiljö i Östergötland. Hon författade även en del sånger, tonsatta av Erik Erling, Kai Gullmar och Ivar Hellman, och psalmen Dig ske pris och ära (1942). Hon vilar på Lidingö kyrkogård.